# Gang Olsena (seria duńska)
Gang Olsena (duń. Olsen-banden) – seria czternastu duńskich kryminalnych komedii filmowych, opowiadających o fikcyjnym duńskim gangu sympatycznych przestępców-nieudaczników, do którego należy szef gangu Egon Olsen (Ove Sprogøe) i dwójka jego przyjaciół: Benny Frandsen (Morten Grunwald) i Kjeld Jensen (Poul Bundgaard).
Pierwsze trzynaście filmów reżyserował Erik Balling, scenariusze pisali Henning Bahs i Erik Balling. Po siedemnastu latach przerwy nakręcono ostatni, czternasty film, reżyserowany przez Toma Hedegaarda i Mortena Arnfreda, w trakcie realizacji którego zmarł aktor grający rolę Kjelda. W 2001 roku powstał film opowiadający o młodzieńczych latach gangu Olsena, jednak przez wielu nie został on uznany za oficjalną część serii (przede wszystkim z powodu zmiany obsady).
15 października 2010 premierę w Danii miał film rysunkowy o dalszych przygodach gangu Olsena, Gang Olsena wraca do gry.

## Fabuła

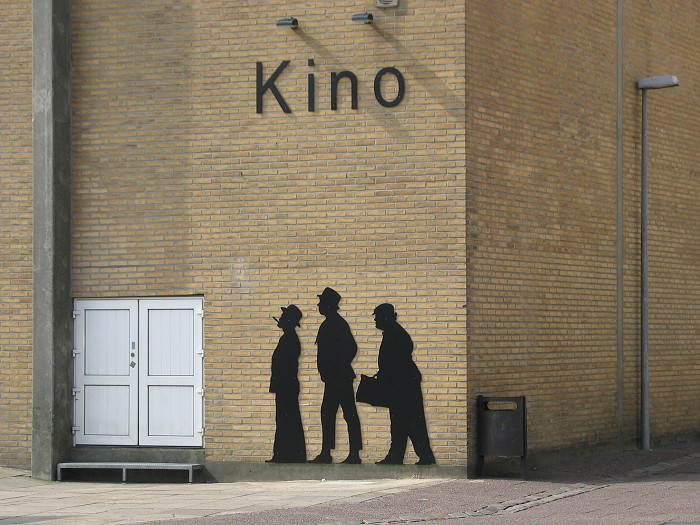
Sportretowane charakterystyczne sylwetki trzech członków gangu

Większość filmów rozpoczyna się sceną opuszczania więzienia przez szefa gangu Egona Olsena, który następnie ogłasza oczekującym na niego kompanom kolejny ambitny, drobiazgowo opracowany i „genialny” plan, mający uczynić ich milionerami. Plan opiera się często na pomysłowym wykorzystaniu zwyczajnych przedmiotów oraz psychologii. Ofiary nie budzą sympatii widzów, są nimi często osoby lub korporacje, które nie uzyskały pieniędzy w sposób uczciwy.
Mimo udanego skoku, coś na ogół z różnych powodów zawodzi i członkowie gangu tracą łup, a film zwykle kończy się powrotem Olsena do więzienia.

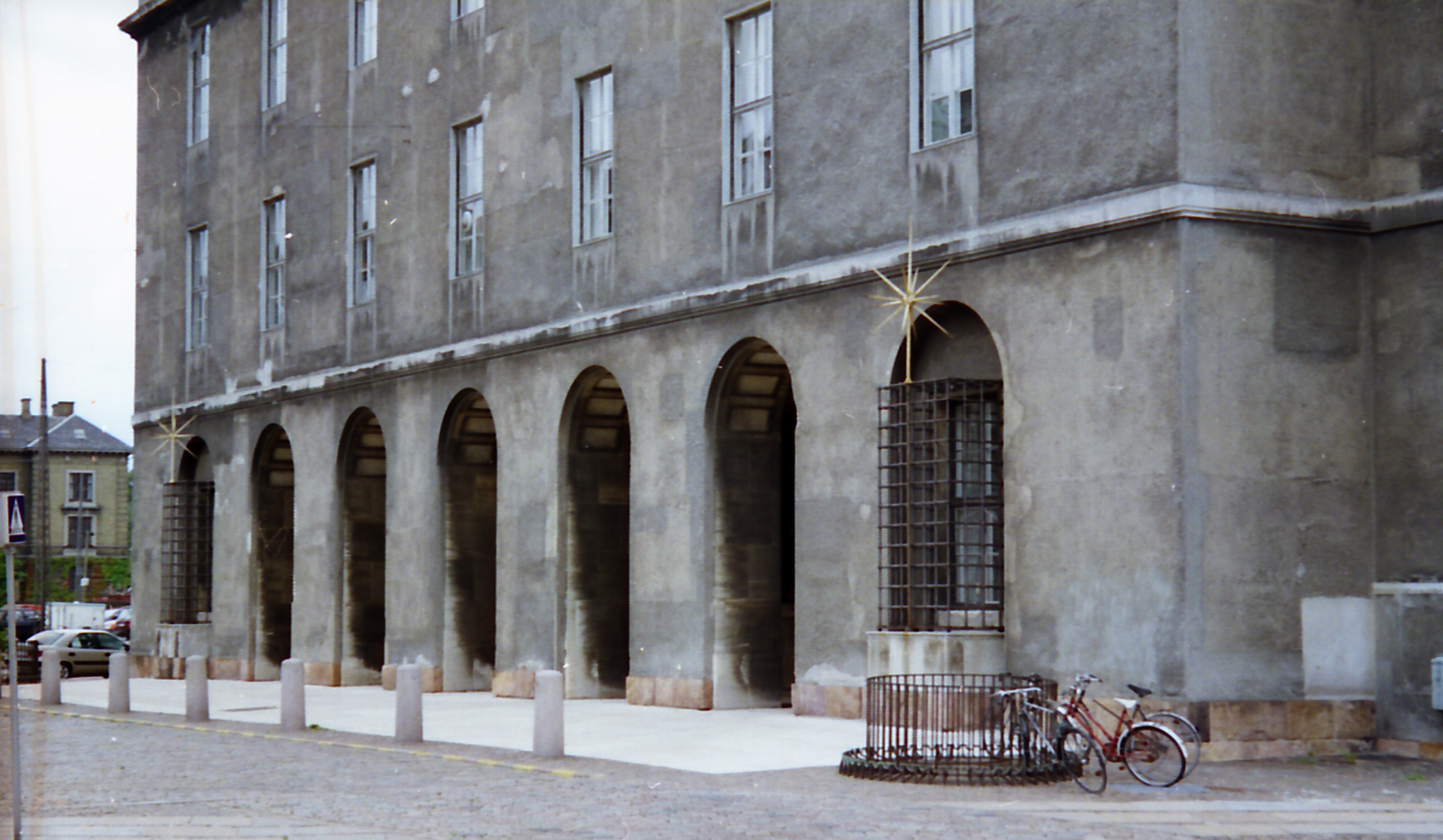
Komenda policji w Kopenhadze – miejsce pracy policjantów ścigających gang Olsena

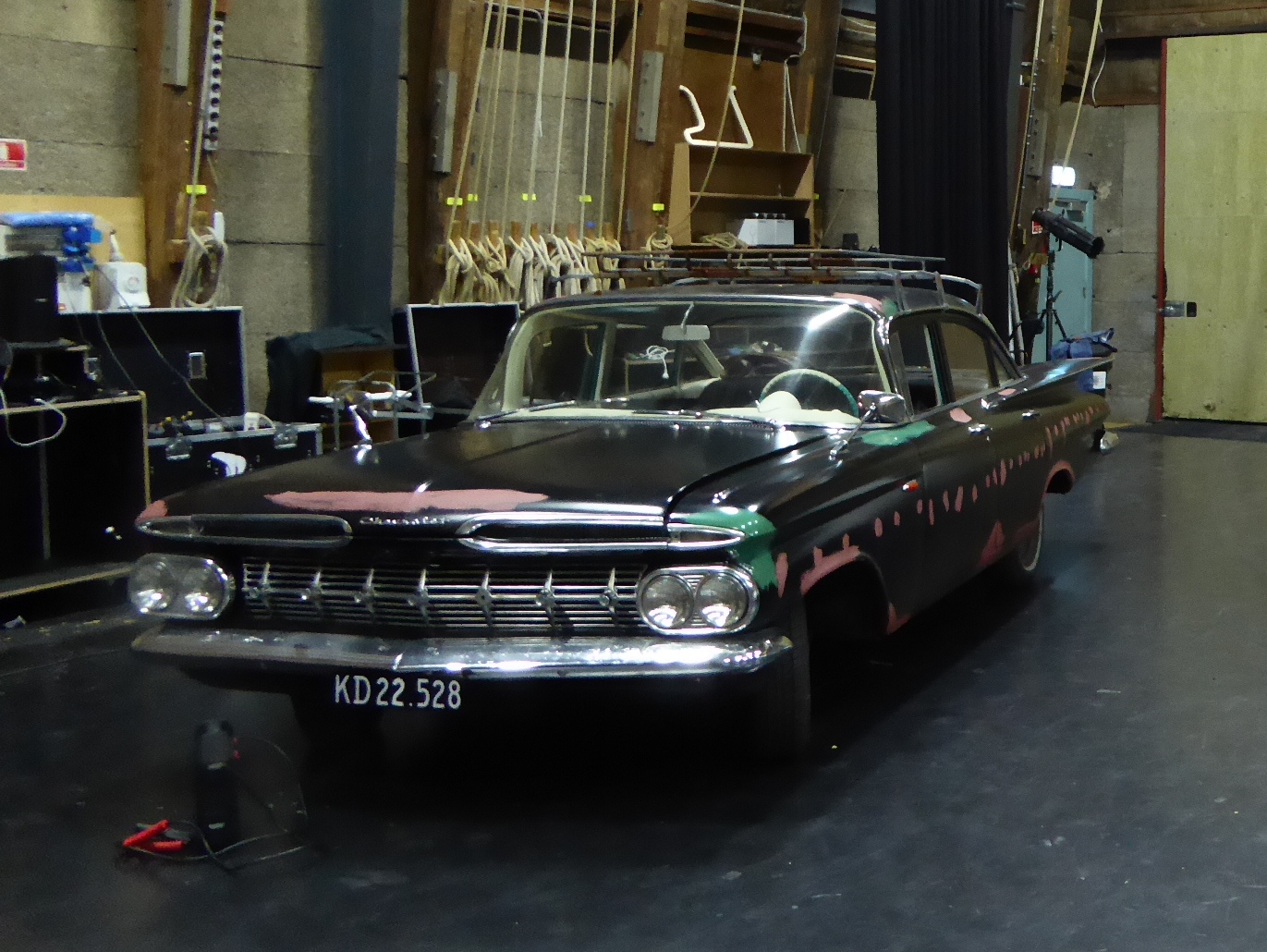
Zdezelowany Chevrolet Bel Air – takim samochodem najczęściej porusza się gang

## Gang
- Egon Olsen – mózg gangu, niewysoki, dystyngowany w wyglądzie, z nierozłącznym melonikiem i cygarem, słynie z genialnych pomysłów. Specjalizuje się w otwieraniu sejfów produkcji Franza Jägera z Berlina.
- Benny Frandsen – kierowca gangu, brat Dynamitowego Harry’ego, często się śmieje, kobieciarz; posiada dziwny krzywy wihajster (w wersji programu 2 TVP przetłumaczony jako „szpejo”, w innej wersji to „pipsztyk”), dzięki któremu otwiera drzwi, wygrywa na jednorękim bandycie, wyciąga drobne z automatu z papierosami itp. Chodząc, próbuje dopasować swój krok do kroku Egona, przez co często śmiesznie podskakuje. Benny często używa słów Skide godt – „Klawo jak cholera” (tak w tłumaczeniu z wersji TVP z lat 80. oraz na DVD, w wersji tłumaczonej przez Polsat – „Ale ekstra”).
- Kjeld Jensen – członek gangu, gruby, w okularach, nieustannie przestraszony, pod pantoflem żony (Yvonne). Nie rozstaje się ze swoją torbą lekarską, w której nosi różne przedmioty potrzebne do skoków oraz obowiązkowo stetoskop, talk i rękawiczki dla Egona, służące do otwierania sejfów.

Członkowie gangu są nieszkodliwi i nie używają przemocy, a jedynie bardzo finezyjnych planów.
Kjeld jako jedyny z gangu ma własną rodzinę, którą tworzą:
- Yvonne Jensen – żona Kjelda, zrzędząca i niezadowolona kobieta, która z jednej strony kibicuje gangowi w nadziei, że ten wreszcie zdobędzie tak upragnioną przez nią fortunę, z drugiej strony narzeka, że wszystko się gangowi nie udaje i pewnie znowu się nie uda;
- Børge Jensen – syn Kjelda, sprytny nastolatek w grubych okularach, stopniowo odgrywający coraz większą rolę w gangu i niekiedy ratujący z kłopotów ojca i jego kompanów.

W pierwszym filmie pokazane jest, że oprócz Børgego Kjeld i Yvonne mają jeszcze jednego syna oraz córkę, a Benny ma ciężarną dziewczynę. Mimo to w następnych częściach postaci te nie pojawiają się ani nie są wspominane, zaś jedynym dzieckiem Kjelda jest Børge.
Okazjonalnym pomocnikiem gangu jest Harry „Dynamit” Frandsen, brat Benny’ego, który jest zaawansowanym alkoholikiem uzależnionym od piwa i (przynajmniej we własnym mniemaniu) specjalistą od materiałów wybuchowych. W odcinku Gang Olsena jedzie do Jutlandii ten sam aktor grał mechanika-niemowę.
Role trzech członków gangu oraz rodziny Kjelda grają we wszystkich filmach ci sami aktorzy. W związku z tym w filmach widać upływ czasu: Jes Holtsø grający Børgego podczas kręcenia pierwszego filmu miał 12 lat, a w trakcie kręcenia serii dorastał, zatem w późniejszych filmach jego bohater sam ma już żonę (Fie) i dziecko.
Stałym elementem serii od piątego filmu jest detektyw policji Jensen, wraz z asystentem Holmem – sfrustrowany, pozbawiony złudzeń konformista pragnący spokojnej emerytury i cierpiący z powodu niemożności ujęcia prawdziwych, wielkich przestępców (w trzech wcześniejszych filmach występował zamiast niego nieudolny policjant Mortensen).

### Aktorzy
- Ove Sprogøe – Egon Olsen
- Morten Grunwald – Benny Frandsen
- Poul Bundgaard – Kjeld Jensen
- Kirsten Walther – Yvonne Jensen
- Jes Holtsø – Børge Jensen
- Axel Strøbye – Detektyw policji (Kriminalassistent) Jensen (10 filmów)
- Ole Ernst – Asystent policji (Politiassistent) Holm (8 filmów)
- Ove Verner Hansen – pomocnik „czarnego charakteru”, najczęściej jako osiłek Bøffen
- Preben Kaas – Dynamite Harry, brat Benny’ego
- Bjørn Watt-Boolsen – głównie role różnych „czarnych charakterów” w 9 filmach serii (Bang Johansen, Holm Hansen, baron Løvenwold, Hallandsen)
- Ejner Federspiel – role epizodyczne lub drugoplanowe w 6 filmach serii

## Główne motywy

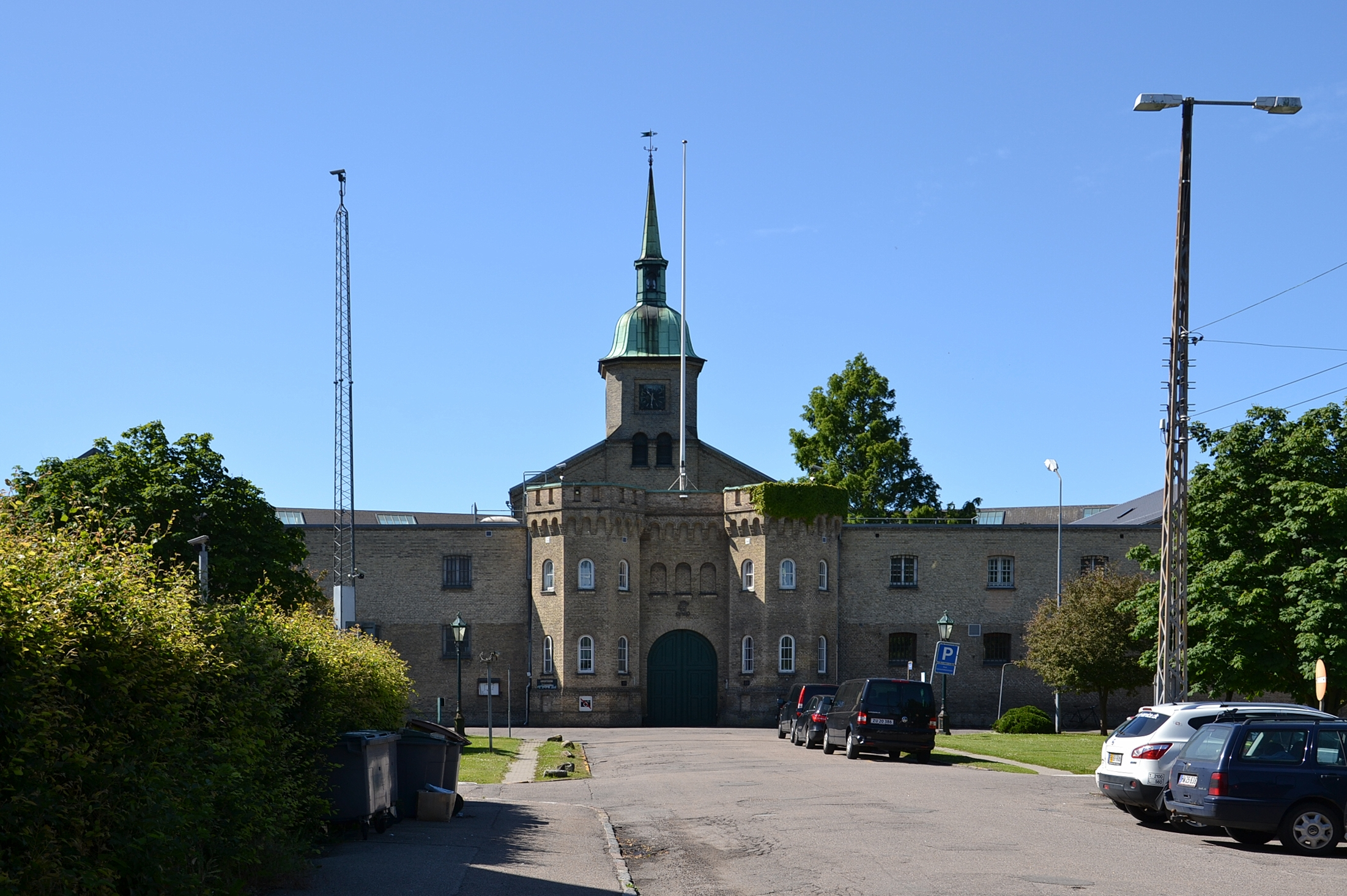
Więzienie w Vridsløselille w gminie Albertslund, które Egon opuszcza na początku kolejnych odcinków serii

Gang Olsena jest protoplastą współczesnych seriali z gatunku procedurali – odcinki mają zbliżoną budowę i powtarzalne motywy, epizody, zwroty akcji.
- Niezależnie od tego, czy ma to miejsce w danym czy poprzednim filmie, plan bohaterów nie udaje się, zaś Egon trafia do więzienia. Dziwnym trafem Benny i Kjeld zawsze dają radę uniknąć odsiadki, często dzięki ucieczce z miejsca włamania, gdy nadjeżdża policja. Po wyjściu z więzienia Olsen jest witany serdecznie przez kolegów pod bramą, którzy czekają przy samochodzie i machają flagami Danii. Następnie bohaterowie piją piwo w mieszkaniu Kjelda, gdzie Egon przedstawia kolejny plan zdobycia fortuny, opracowany w więzieniu, często przy użyciu informacji uzyskanych od współwięźniów.
- Nierzadko w planach uczestniczy syn Kjelda: Børge Jensen.
- Głównym wozem grupy jest stary zdezelowany Chevrolet z przełomu lat 50. i 60., najczęściej Chevrolet Bel Air z 1959[1].
- Częstym motywem jest kradzież walizki zawierającej pieniądze lub dokumenty, na ogół czerwonej; walizki bywają też często mylone.
- Na Egona czai się nierzadko Bøffen (grubas mający zlecenie na zlikwidowanie Egona), który go łapie i zamierza zabić w wymyślny sposób, ale w porę Benny i Kjeld ratują go z opresji.
- Olsen na ogół używa swoich kasiarskich talentów na sejfach produkcji Franza Jägera z Berlina (w jednym z filmów: Francisa Huntera, co stanowi angielską formę tego nazwiska).
- Po udanym głównym skoku gang zazwyczaj traci łup i następnie skupia się na jego odzyskaniu, lecz ostatecznie łup prawie zawsze przepada.
- Egon często traci łup i zostaje oszukany, gdy udaje się sam na negocjacje z „czarnym charakterem” (granym na ogół przez Bjørna Watt-Boolsena).
- Często do utraty łupu po udanym skoku doprowadza Yvonne.
- Często członkowie gangu portretowani są idący szybko nabrzeżem, jeden za drugim, w kolejności (od przodu): Egon, Benny i Kjeld. Benny nieustannie myli krok i w charakterystyczny sposób stara się dopasować do rytmu narzucanego przez Egona.
- Członkowie gangu i Yvonne marzą o zostaniu milionerami i wyjeździe na Majorkę.
- Podczas ucieczki gangu samochodem po udanym skoku, często kończy im się paliwo, mimo zapewnień ze strony Benny’ego, że zatankował bak do pełna.

## Filmy serii
| Tytuł polski Tytuł oryginalny                                           | Data premiery Czas trwania   | Skok rozpoczynający film                                                         | Treść odcinka |
| ----------------------------------------------------------------------- | ---------------------------- | -------------------------------------------------------------------------------- | --- |
| 1. Gang Olsena Olsen-Banden                                             | 11 października 1968 77 min  | włamanie do sklepu przez szybę wystawową                                         | Gdy Egon wychodzi z więzienia, przedstawia plan wielkiego skoku. W kopenhaskiej Tivoli odbywa się wystawa z okazji Tygodnia Bawarskiego. Wśród eksponatów znajduje się rzeźba Lorelei (Waza Hohenzollernów) wykonana ze złota. Aby ją zdobyć, Egon Olsen i jego przyjaciele, Benny i Kjeld, muszą dostać się do muzeum przez podziemne tunele i kanały. Pod koniec bohaterowie uciekają przed pościgiem policji i jednocześnie gonią Yvonne, która przypadkowo zabrała rzeźbę.                                                                                          |
| 2. Gang Olsena w potrzasku Olsen-Banden på spanden                      | 3 października 1969 105 min  | napad na okradany bank                                                           | Tym razem trzej drobni, nieudolni złodziejaszkowie, przekonani, że przestępstwo nie popłaca, zabierają się do uczciwej pracy (dzięki resocjalizacji przez pannę kurator Bodil Hansen). Początkowo pracują w fabryce zabawek, później zostają sprzątaczami w banku. Dochodzi do napadu na bank, dokonanego przez gangstera z USA – Serafimo Mozarellę, a podejrzeniami obarcza się dawną szajkę Egona. Nie mając innego wyboru, gang postanawia odzyskać łup i schwytać złodziei.                                                                                        |
| 3. Gang Olsena jedzie do Jutlandii Olsen-Banden i Jylland               | 8 października 1971 96 min   | bez skoku rozpoczynającego film                                                  | Kolejnym, przemyślanym skokiem Egona tym razem będzie zdobycie poniemieckiego skarbu z bunkra w Jutlandii, w zachodniej części Danii. Wydaje się, że wszystko pójdzie dobrze. Problemy zaczynają się w chwili, gdy okazuje się, że Egon, Kjeld i Benny nie są jedynymi, którzy planują zdobycie drogocennego łupu. Gang dzieli się łupem z pomagającym im właścicielem złomowiska, lecz sam zostaje z fałszywymi dolarami. |
| 4. Wielki skok gangu Olsena Olsen-Bandens store kup                     | 6 października 1972 94 min   | rabunek sreber z domu małżeństwa oglądającego mecz w TV                          | Tym razem uaktywnia się konkurencja Egona – gang dwuosobowy Król i Walet (oraz siostra Waleta). Po udanym napadzie na furgonetkę bankową, wykradają Egonowi pieniądze i zaczynają życie milionerów. Olsen nie zamierza dać za wygraną. Na końcu gang Olsena traci łup na rzecz siostry Waleta, która oszukuje swoich wspólników. |
| 5. Gang Olsena w amoku Olsen-Banden går amok                            | 5 października 1973 97 min   | napad na kasę kina                                                               | Olsen postanawia wykraść pochodzące z nielegalnej działalności pieniądze z sejfu przedsiębiorcy Hallandsena. W tym celu, do wyłączenia alarmu zostaje użyty zdalnie sterowany model czołgu. Olsen zyskuje w tym filmie rzadkie uznanie dla swoich umiejętności otwierania sejfów ze strony policji. |
| 6. Ostatni skok gangu Olsena Olsen-Bandens sidste bedrifter             | 4 października 1974 94 min   | kradzież gotówki z sejfu restauracji                                             | Olsen, na zlecenie ludzi związanych z przedsiębiorstwem Halladsena, otwiera sejf z klejnotami pochodzącymi z nielegalnych transakcji, lecz zostaje przez nich oszukany i postanawia zemstę. Okazją jest planowana sprzedaż klejnotów szejkowi naftowemu. Do kradzieży dochodzi na moście zwodzonym. Miał to być w założeniu ostatni film serii, co przejawia się w odmiennym zakończeniu. |
| 7. Gang Olsena na torach Olsen-Banden på sporet                         | 26 września 1975 100 min     |                                                                                  | Po udanym skoku z poprzedniego filmu, Olsen i jego przyjaciele żyją w willi na Majorce. Niestety podczas popołudniowej sjesty pieniądze zostają im skradzione. Przy próbie ich odzyskania Egon znów trafia do więzienia. Po wyjściu oświadcza kompanom, że pieniądze zamieniono na sztaby złota, które mają opuścić Danię w wagonie kolejowym. Dzięki genialnemu planowi i odrobinie szczęścia gang odzyskuje swoje złoto, ale Egon wkrótce trafia za kratki z powodu niezapłaconego podatku. (ten film na DVD ukazał się pod tytułem Gang Olsena zmienia kierunek)     |
| 8. Gang Olsena wpada w szał (zemsta Gangu Olsena) Olsen-Banden ser rødt | 1 października 1976 101 min  | kradzież wazy z dynastii Ming                                                    | Olsen dokonuje zemsty na baronie, który w celu oszustwa zlecił mu kradzież własnej wazy z dynastii Ming i oddał go w ręce policji. W finałowej scenie gang Olsena przedziera się przez piwnice Teatru Królewskiego w Kopenhadze używając młotów, wiertarek i ładunków wybuchowych w synchronizacji z graną w teatrze uwerturą opery Elverhøj („Elfowe Wzgórza”) Freidricha Kuhlaua. |
| 9. Gang Olsena znowu w akcji Olsen-Banden deruda                        | 30 września 1977 97 min      | włamanie do sejfu firmy w biurowcu, a później do sejfu oddziału Banku Światowego | Po wyjściu z więzienia Egon natyka się na Georga – siostrzeńca Yvonne – specjalistę od komputerów, nielubiącego mechanicznych rozwiązań gangu. Egon niezbyt go lubi, jednak w końcu znajdują wspólny język i Georg zostaje włączony do jednej z akcji. W międzyczasie Yvonne zapisuje się na kurs prawa jazdy. (Ten film na DVD ukazał się pod tytułem Gang Olsena uderza ponownie) |
| 10. Gang Olsena idzie na wojnę Olsen-Banden går i krig                  | 6 października 1978 102 min  |                                                                                  | Gangowi bardzo zależy na zdobyciu „czerwonej kasety z filmem”, zawierającym plan zagospodarowania całej Danii w ramach EWG za dziesięć lat. Bohaterowie muszą się włamać do podziemi archiwum narodowego, aby zdobyć cenny mikrofilm, wart dziesięć milionów. Gdy już Egon miał prezentować (zebranym wówczas ludziom) to co jest na mikrofilmie, okazało się, że są tam zdjęcia Kjelda z podróży wakacyjnej. Przez to Egon zostaje uwięziony na wieży zegarowej ratusza.                                                                                               |
| 11. Gang Olsena nigdy się nie poddaje Olsen-Banden overgiver sig aldrig | 26 października 1979 105 min | włamanie do kasy firmy przy użyciu zdalnie sterowanego robota z klocków Lego     | Egon w więzieniu przechodzi kurs zarządzania i postanawia zająć się biznesem. Po wyjściu, wraz z kolegami – na zlecenie Bang-Johansena kradnie zestawienia finansowe firmy Daninvest, których opublikowanie wywołuje skandal i spadek wartości akcji. W zamian otrzymuje większość udziałów domu towarowego Magasin du Nord, jednak z powodu przekrętu, firma staje się bezwartościowa. Tymczasem duńskie spółki potajemnie włączone zostają w skład „ESMC”. Aby odzyskać swoją własność, gang udaje się do Brukseli, gdzie okrada skarbiec w podziemiach siedziby EWG. |
| 12. Gang Olsena daje dyla Olsen-Bandens flugt over plankeværket         | 16 października 1981 90 min  |                                                                                  | Tym razem Egon, Benny i Kjeld okradają prezesa firmy ubezpieczeniowej Høje Nord. Po serii nieudanych prób zabicia Egona, dowiadują się, że Bang Johansen zamieszany jest w międzynarodowy handel bronią. Film kończy się schwytaniem i próbą zabicia Olsena. |
| 13. Gang Olsena: Paryski plan Olsen-Banden over alle bjerge             | 26 grudnia 1981 96 min       |                                                                                  | Ścisły ciąg dalszy poprzedniego filmu: Kiejd i Benny ratują Egona przed rozpuszczeniem w kwasie. Następnie po kilku nieudanych próbach zdobycia czerwonej teczki Bang Johansena, gang udaje się w pogoń do Francji. Tam po nieudanej próbie „bieliźnianej” udaje się im zdobyć teczkę (w restauracji Maxims). Wracają do Kopenhagi. Liczą na wykupienie walizki, ale Egona niespodziewanie aresztuje policja i trafia on na oddział psychiatryczny. Pod koniec Benny i Kjeld znajdują swoje miliony w płaszczu Hallandsena, który cały czas mieli w bagażniku auta.     |
| 14. Gang Olsena: Ostatnia misja Olsen-Bandens sidste stik               | 18 grudnia 1998 101 min      |                                                                                  | Po latach spędzonych pod obserwacją psychiatryczną Egon trafia do telewizyjnego talk-show, w którym opowiada o samotności. Po programie udaje mu się wymknąć ze studia. Wkrótce odnajdują go Benny i Kjeld, który jeździ na wózku inwalidzkim. W tym samym czasie do Danii dociera walizka z „aktami Wandenberga”. Egon wykrada ją na zlecenie Hallandsena, jednak zamiast otrzymać nagrodę o mało nie zostaje zabity. Wraz z przyjaciółmi odzyskuje walizkę, jednak wkrótce wszyscy znów wpadają w tarapaty, z których ratuje ich syn Kjelda – Børge.                  |

W cyklu ukazały się też części bez udziału głównej trójki aktorów:
- Mały gang Olsena – Olsen-Banden Junior (2001). Gang Olsena rozpoczyna swoją złodziejską karierę w sierocińcu, gdzie Egon, Kjeld i Benny próbują ukraść ciastka. Tutaj też poznajemy małą Yvonne, w której kocha się Kjeld.
- Gang młodego Olsena schodzi pod wodę – Olsenbanden Junior går under vann (2003)[3]
- Gang młodego Olsena na fali rocka – Olsenbanden Junior på rocker’n (2004)[4]
- Gang młodego Olsena w cyrku – Olsenbanden Junior på cirkus (2005)[5][6]
- Olsenbanden Jr. Sølvgruvens hemmelighet (2007)[7][8]
- Gang młodego Olsena i czarne złoto – Olsenbanden Junior og det sorte gullet (2009)[9][10]
- Olsenbanden Junior Mestertyvens skatt (2010)[11][12]

W cyklu ukazała się też wersja animowana filmu z odcinkami:
- Gang Olsena wraca do gry – Olsen Banden på de bonede gulve (2010)[13][14]
- Gang Olsena na pełnym morzu – Olsen Banden på dybt vand (2013)[15][16]

## Muzyka
Słynny temat przewodni z całej serii filmów skomponował Bent Fabricius-Bjerre, a wykonuje go duński zespół jazzowy (istniejący do dziś) Papa Bue's Viking Jazzband.

## Wersje norweska i szwedzka
Równolegle do duńskiej istnieje norweska seria filmów o perypetiach gangu Olsena (14 filmów, z czego 12 wyreżyserowanych przez Knuta Bohwima). Główną rolę gra w niej Arve Opsahl, a w rolach Benny’ego i Kjella (norweski odpowiednik Kjelda) obsadzono Sverrego Holma i Carstena Byhringa.
Najmniej znaną jest wersja szwedzka, w której główny bohater nazywa się Charles-Ingvar „Sickan” Jönsson, a gra go Gösta Ekman.